# Международный аэропорт имени Гарри Мванги Нкумбулы
Международный аэропорт имени Гарри Мванги Нкумбулы (ранее аэропорт Ливингстона) — международный аэропорт в городе Ливингстон, Замбия. Аэропорт назван в честь Гарри Мванга Нкумбула, который был лидером Африканского национального конгресса в Замбии. Это самый близкий аэропорт к водопаду Виктория.
В настоящее время проходит расширение аэропорта. Ожидается, что новый терминал откроется в 2014 году.